# Kościół Narodzenia Najświętszej Maryi Panny w Rędzinach
Kościół pw. Narodzenie Najświętszej Maryi Panny w Rędzinach – rzymskokatolicki kościół filialny parafii pw. Wniebowzięcia Najświętszej Maryi Panny w Pisarzowicach mieszczący się w Rędzinach w diecezji legnickiej.

## Historia

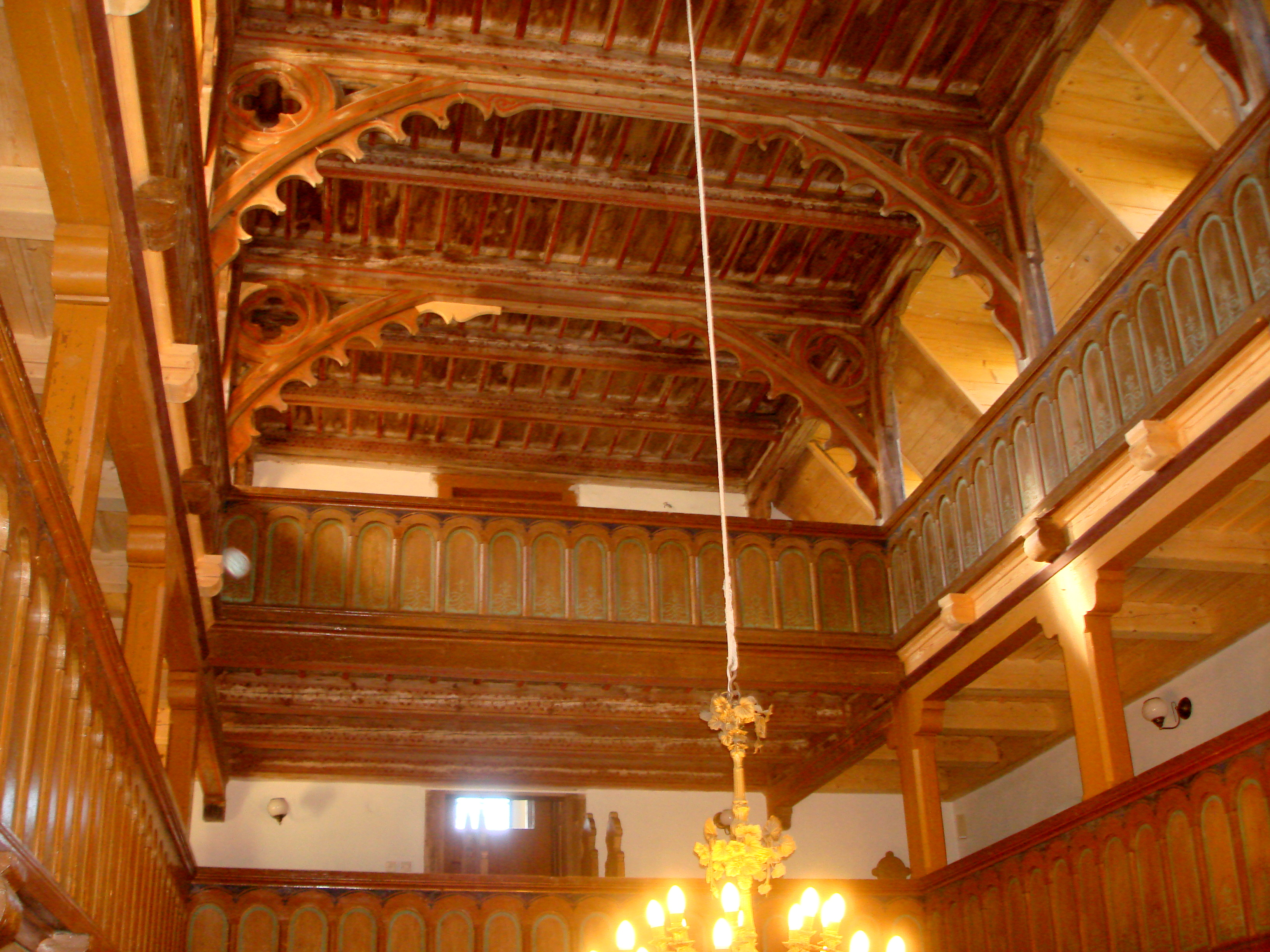
Wnętrze świątyni

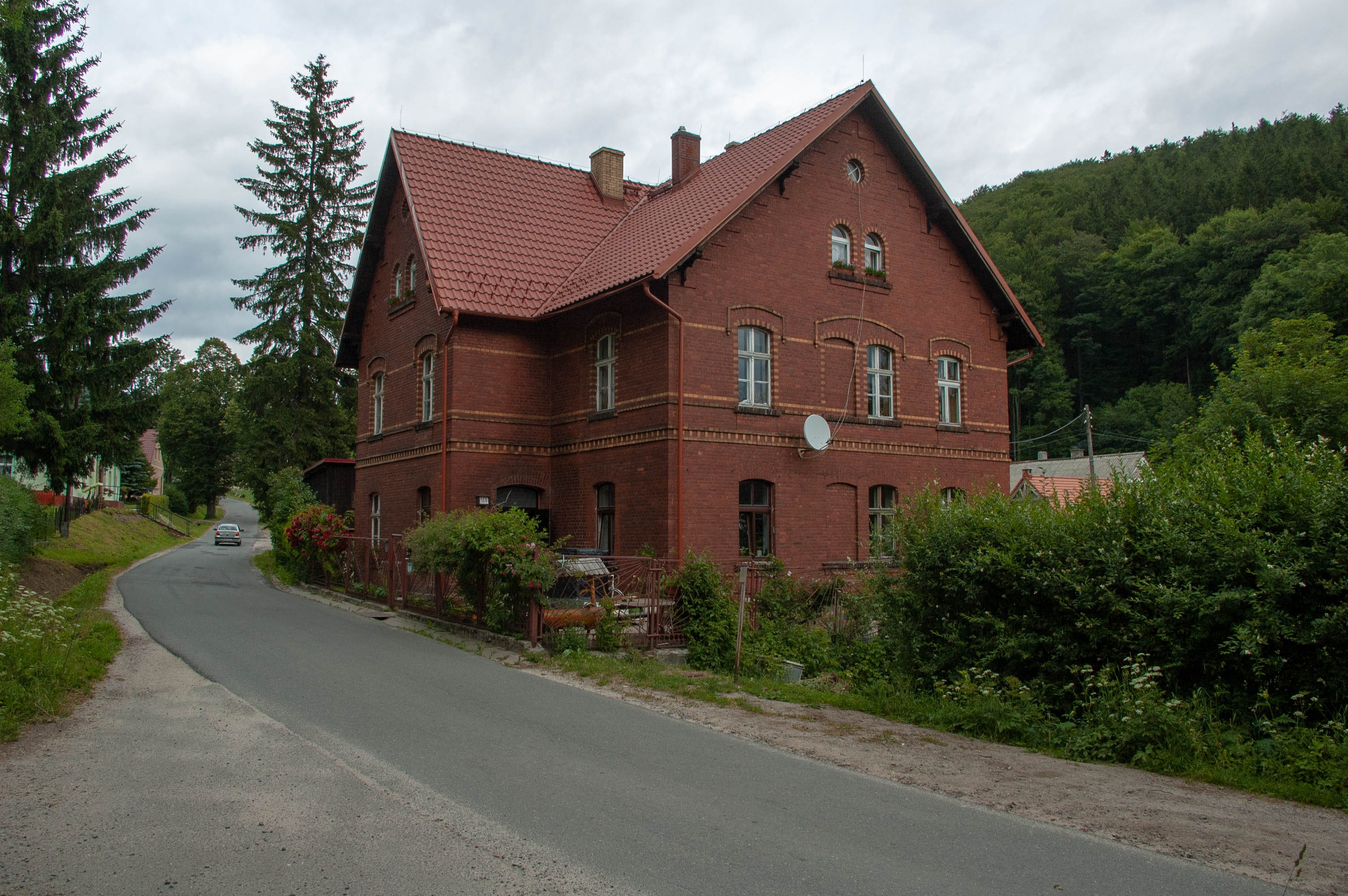
Dawna pastorówka w Rędzinach

Według dokumentu fundacyjnego kościół w Rędzinach (Rudigersdorf, Ruhrsdorf, Rohrsdorf) został ufundowany przez Wolfa Schaffgotscha, pana na Chojniku, Kowarach, Radomierzu, Rędzinach i Czarnowie. Budowę rozpoczęto na wiosnę 1592, ukończono na jesieni tegoż roku. Wzniesiono ją prawdopodobnie po części na miejscu kościoła romańskiego z 2 poł. XIII wieku. Gruntowne remonty w poł. XIX wieku i latach 70. XX w. zatarły pierwotny charakter budowli. Kościół jest orientowany, jednonawowy, z wyraźnie wydzielonymi bryłami: nawy, prezbiterium, wschodniej apsydy – obecnie zakrystii, wieży, kruchty od strony południowej. Zachował się w kruchcie portal z okresu budowy, nosi on na łuku archiwolty datę 1592, który jednakże mógł w trakcie remontów ulec dyslokacji. Na uwagę zwracają drewniane wykończenia stropów – sklepień nawy i prezbiterium (beczkowe), pokryte deseczkami z polichromią malowaną temperami. Nawę obiegają z trzech stron dwukondygnacyjne, drewniane empory bogato rzeźbione i polichromowane. Zachował się prospekt organowy Schlaga ze Świdnicy z 1851 roku na chórze muzycznym. Nakryty dachami dwuspadowymi. W dzwonnicy z trzech dzwonów do dziś istnieje tylko najmniejszy z nich, fundowany w 1597 przez Annę Barbarę von Seidlitz. Kościół rędziński na przestrzeni wieków służył na przemian protestantom lub katolikom, bądź też – jak miało to miejsce po roku 1818 do 1849 – używany był przez obydwie konfesje.